# Chaufaier
Chaufaier (en francès Chauffayer) és un antic municipi francès, situat al departament dels Alts Alps i a la regió de Provença – Alps – Costa Blava. Des del 1er de gener de 2018, es municipi delegat e capital del municipi nou d'Aubassanha amb Las Còstas i Sant Esèbe.
Aubassanha és el nom antic del municipi de Chaufaier.

## Demografia
| 1841                                       | 1962 | 1968 | 1975 | 1982 | 1990 | 1999 | 2006 | 2015 |
| ------------------------------------------ | ---- | ---- | ---- | ---- | ---- | ---- | ---- | ---- |
| 923                                        | 496  | 504  | 528  | 402  | 363  | 334  | 377  | 383  |
| Des de 1962: població sense dobles comptes |      |      |      |      |      |      |      |      |

## Administració
| Període               | Identitat       | Partit |
| --------------------- | --------------- | ------ |
| abans de 1995-2008    | Jeanine Paumont |        |
| 2008-desembre de 2017 | Richard Achin   |        |